# جابر بن حیان (مجموعه تلویزیونی)
جابربن حیان یک مجموعه تلویزیونی محصول سال ۱۳۸۵ به کارگردانی جواد افشار، نویسندگی جواد افشار و ابراهیم علی برزی و تهیه‌کنندگی این فیلم را محمدتقی انصاری بر عهده داشته‌است؛ که از شبکه سه پخش شد. 
این مجموعه در ۱۴ قسمت توسط شبکه الکوثر تولید شده‌است. این مجموعه تلویزیونی در شهرستان‌های خور و بیابانک و کاشان از توابع استان اصفهان تصویربرداری شده‌است. پخش اولیه این مجموعه تلویزیونی در محرم ۱۳۸۵ بوده‌است. در این مجموعه به بخشی از زندگی‌نامه جابربن حیان پرداخته شده که از خراسان به سمت مدینه حرکت می‌کند تا نزد جعفر صادق برود، ولی در مسیر رویدادهایی برای وی رخ می‌دهد.

## بازیگران
- اکبر عبدی در نقش فرمانروای بصره
- حسن جوهرچی در نقش جابربن‌حیان
- زیبا بروفه در نقش نامزد خراسانی جابر
- سودابه بیضایی در نقش زلفا
- علی‌رام نورایی در نقش زبیر راهزن
- حسن اسدی در نقش عنوان بصری پدر زلفا
- انوشیروان ارجمند در نقش قاضی‌القضات بصره
- عنایت‌الله بخشی در نقش مفضل بن عمر جعفی
- عنایت شفیعی  از علوی‌های خراسان و همسفر جابر
- فاطمه طاهری در نقش مادر جابر
- جعفر دهقاندر نقش فرستاده امپراتوری روم
- کاظم افرندنیا
- عزیزالله هنرآموز رفتگر کاروانسرای کوفه
- علی جاویدفر در نقش شوقی پیشکار عمران بصری پدر زلفا
- كورش زارعي در نقش شهربان توس كه به پيگرد جابر گماشته شد.
- سیروس صابر در نقش مؤمن الطاق
- گیتی معینی در نقش ام‌فارس ندیمه فرمانروای بصره
- اصغر نیکخواه در نقش عامر سخن‌چین فرمانروای بصره
- بابک والی
- سید حسن نجفی
- محسن افشار
- کریم اکبری مبارکه در نقش سامی  کاخ‌دار  دربار بصره
- فرهاد بشارتی در نقش عبيد سردار لشگریان بصره
- سعیده عرب در نقش راحله مادر زلفا
- شهزاد صفوی در نقش شاگرد راپرت‌چی جابر
- امیر مولوی
- سعید سوزنیان کاشانی
- حسین توشه در نقش امر دستیار زبیر راهزن

## قسمت‌ها
| شم. کلی | شم. در فصل | عنوان                               | کارگردان   | Teleplay by | تاریخ پخش اصلی |
| --- | ---------- | ----------------------------------- | ---------- | ----------- | -------------- |
| 1 | 1          | «تنگنا»                             | جواد افشار | جواد افشار  | اعلان‌نشده      |
| تنگناهای علویان (از جمله کشته‌شدن مادر جابر) در خراسان وادارشان می‌کند بکوچند. برخی به قم می‌روند و جابر به‌بصره. |            |                                     |            |             |                |
| 2 | 2          | «شیعه‌های بصره»                      | جواد افشار | جواد افشار  | اعلان‌نشده      |
| جابر از همسفران خراسانی‌اش که به قم می‌رفتند جدا و راهی بصره می‌شود. در بصره دختر عنوان بصره‌ای به بیابان می‌رود و تیر هشدار به زبیر راهزن می‌زند که به دارایی پدرم چشم ندار. زبیر به پی دختر (که دل در گروش دارد) می‌رود و به اومی‌رسد ولی با رسیدن عنوان و پیشکارش زبیر به پایگاهش برمی‌گردد. زبیر زیردستانش را بابت دستبرد احتمالی به دارایی عنوان بصری بازخواست می‌کند. فرمانروای بصره خشنود از چرخش کار راهزنان است. ابوطاهر اهوازی به خانه عنوان بصره‌ای می‌رود. |            |                                     |            |             |                |
| 3 | 3          | «راهزنی»                            | جواد افشار | جواد افشار  | ۲۶ آوریل ۲۰۱۷  |
| جابر در راه کاورانی زیارتی را می‌بیند و با ایشان همسفر می‌شود ولی در راه با زبیر راهزن رویارو می‌شوند که البته به‌‌دلیل درمان شدن زبیر از سوی جابر, جابر و کاروان نجات می‌یابند. |            |                                     |            |             |                |
| 4 | 4          | «عنوان بصری»                        | جواد افشار | جواد افشار  | اعلان‌نشده      |
| یکی از شاگردان جابر نزد فرمانروای بصره گزارش می‌برد. زیردستان زبیرراهزن به منزل عنوان می‌زنند ولی آتش می‌گیرند و دست‌خالی برمی‌گردند درهمین شب همسر عنوان می‌میرد. زبیر خشمگین می‌شود از کار زیردستانش. |            |                                     |            |             |                |
| 5 | 5          | «دلباختگان زلفا»                    | جواد افشار | جواد افشار  | اعلان‌نشده      |
| در مهمانی سوگواری همسر عنوان فرمانروای بصره و زبیر هم هستند که هر دو چشم به دختر عنوان دارند. سپس فرمانروا جابر را به کاخ خود فرامی‌خواند ولی در همراه کردن او با خود ناکام می‌شود. گفتگوی عنوان با دخترش درباره ازدواج. گفتگوی زبیر با دستیارش دربارهٔ دزدی از گنجینه فرمانروا. |            |                                     |            |             |                |
| 6 | 6          | «جابر و زبیر در دام فرمانروای بصره» | جواد افشار | جواد افشار  | اعلان‌نشده      |
| زبیر راهزن شبانه به گنجینه فرمانروا می‌زند و در دامی که دستیارش امر و درباری‌ها (مانند قاضی‌القضات و سامی) برایش پهن کرده بودند می‌افتد. تصمیم فرمانروا برای راندن جابر از بصره به بهانه جادوگری و درواقع به دلیل مهر احتمالی‌اش به زلفا. ریختن سربازان به خانه عنوان, دستگیری جابر و سپس برپایی دادگاه و دادن حکم به‌دار آویخته شدن جابر. گفتگوی نه‌چندان‌دوستانه جابر و زبیر در بند. |            |                                     |            |             |                |
| 7 | 7          | «آوازه جابر در روم»                 | جواد افشار | جواد افشار  | اعلان‌نشده      |
| تکاپوی عنوان برای جور کردن زر موردنیاز برای خریدن آزادی جابر. رسیدن فرستاده امپراتور روم به کاخ فرمانروای بصره برای بردن جابر به سرزمین روم. زبیر زندانبان را می‌فریبد و با جابر می‌گریزند و به خانه عنوان می‌روند و از بیراهه سوی کوفه به‌راه می‌افتند. تلاش سربازها برای یافتن گریزندگان. |            |                                     |            |             |                |
| 8 | 8          | «کوفه ما آمدیم»                     | جواد افشار | جواد افشار  | اعلان‌نشده      |
| زبیر از نیمه راه کوفه و پس از اطمینان از توانایی همسفرانش به ادامه راه, برای کینجویی از امر به بصره برمی‌گردد. فرستاده رومی نگران می‌شود که چرا به‌دیدار جابر نمی‌برندش. پناه بردن امر به کاخ پس از آگاهی از گریز زبیر. فرمانروای بصره با همکاری امر زبیر را بدست می‌آورد و در اندیشه فریفتن او برای دستیابی به جابر می‌شود. گفتگوی جابر با خانواده عنوان درباره راهنمایی‌پذیر بودن زبیر. گرفتاری خانواده زبیر نزد فرمانروای بصره; اینگونه زبیر ناچار به تلاش برای برگرداندن جابر می‌شود. شادی مالک (پاینده‌ی خانه جابر) از بازگشت جابر به کوفه ولی جابر می‌گوید تنها چند روز می‌ماند و تشنه دیدار جعفر بن محمد می‌باشد. عنوان می‌بیند بر در خانه دوستش سرباز گمارده‌اند. زبیر هم به کوفه می‌رسد. |            |                                     |            |             |                |
| 9 | 9          | «کوفه آشفته»                        | جواد افشار | جواد افشار  | اعلان‌نشده      |
| دیدار عنوان با آشنایی بنام عامر در بازار کوفه. زبیر خانه جابر را در کوفه پیدا می‌کند و مهمانش می‌شود ولی جابر به او گمان بد نمی‌برد. عنوان پای منبر مفضل می‌رود. رسیدن خبر "کشته‌شدن ابومسلم از سوی منصور دوانیقی" به دربار بصره و دندان تیز کردن بصری‌ها برای نزدیکی به دوانیقی. مفضل به عنوان می‌گوید برای یافتن زراره باید به دیدار مومن طاق بروند. عامر به کاروانسرای کوفه می‌رود و پی صندوقچه احادیث عنوان می‌گردد. |            |                                     |            |             |                |
| 10 | 10         | «در پی جابر»                        | جواد افشار | جواد افشار  | اعلان‌نشده      |
| عمران به سراچه‌اش در کاروانسرا برمی‌گردد و درمی‌یابد عامر آنجا را زیر و رو کرده‌است. نامه فرماروای بصره به عامر در کوفه می‌رسد. جابر هم‌چنان از زبیر پشتیبانی می‌کند. عامر در می‌یابد آن کس که از سوی فرمانروای بصره به کوفه آمده‌است زبیر می‌باشد. عامر زبیر را برمی‌انگیزد که هر چه زودتر جابر را دستگیر و به بصره برگرداند. |            |                                     |            |             |                |
| 11 | 11         | «به‌سوی زراره»                       | جواد افشار | جواد افشار  | اعلان‌نشده      |
| زبیر و جابر در خانه‌اند که سربازی نیک‌سرشت به آنها می‌گوید زود بگریزند و به خانهٔ سرباز بروند. فردا جابر و زبیر از خانه سرباز به کاروانسرا می‌روند که در راه با کلاس نعمان حنفی رویارو می‌شوند. پس از رسیدن به کاروانسرا عنوان به جابر می‌گوید زلفا زبیر را در پارچه‌فروشی عامر دیده ولی زبیر می‌گوید خواستش خرید ارمغان برای زلفا بوده نه سخن‌چینی. گروه عنوان با اینکه سازوبرگ سفر فراهم کردند به‌جای سواره, پیاده به سوی خانه زراره به‌راه می‌افتند تا کسی گمان بد به آنها نبرد. |            |                                     |            |             |                |
| 12 | 12         | «گریز از کوفه»                      | جواد افشار | جواد افشار  | اعلان‌نشده      |
| عامر نزد رفتگر کاروانسرا می‌رود تا آمار عنوان را بگیرد. سرباز نیک‌سرشت به آگاهی مومن‌طاق می‌رساند که فرمانروای بصره آمدن جابر و عنوان به کوفه را شنیده‌است و زراره هم بهتر است پنهانگاه خود را به جای دیگری ببرد. پس طاق نزد زراره می‌رود و در کنار پیشنهاد جابجایی پنهانگاه نامه جعفر صادق را هم به او می‌دهد. دردسر تازه این بود که عامر در پی طاق آمده بود و اکنون پنهانگاه زاره را می‌دانست و می‌خواست سربازان را بدانجا گسیل کند. عنوان و گروهش هم از همانجا راه مدینه را پیش می‌گیرند و زبیر به کاوانسرا می‌رود تا شوقی و اسب‌ها و چیزها را بردارد و در راه به‌آنها بپیوندد. سربازان به پنهانگاه زراره می‌رسند ولی کسی آنجا نیست. عامر زبیر را برمی‌انگیزد که به‌جای فرمانروای بصره, جابر را به خلیفه بدهند. مفضل نامه دوم جعفر صادق را به مومن‌طاق می‌دهد که به دست زراره برساند. |            |                                     |            |             |                |
| ١٣ | ١٣         | «شهر پیامبر سلام»                   | جواد افشار | جواد افشار  | اعلان‌نشده      |
| گریزندگان بیرون از کوفه هم‌دیگر را می‌بینند و زین پس هر کدام از راهی جداگانه به مدینه می‌رود. عامر رد گریزندگان را می‌زند و از دور می‌پایدشان. گفتگوی زلفا و زبیر و همچنان دودلی زلفا پایان ندارد. زبیر و جابر درباره خدا و راستی‌گرایی سخن می‌گویند. گریزندگان برای اینکه در دید نباشند از رفتن به کاروانسرا پشیمان می‌شوند. عامر تا مدینه به‌دنبال گریزندگان آمده و هنوز از دور می‌پایدشان. عنوان داستان هارون مکی را برای زبیر بازگو می‌کند و شگفتی زبیر را می‌بیند. حمید پیشکار جعفر صادق در ورودی شهر مدینه مومن‌طاق و زراره را می‌یابد و به‌جای خانه جعفر صادق آنها را به پنهانگاهی در نزدیکی مدینه می‌برد تا در پناه باشند. کاروان عنوان به مدینه در می‌آیند. جابر و عنوان به خانه ابابصیر می‌روند ولی کسی در را نمی‌گشاید زبیر به بازار رفته ولی عامر را می‌بیند که تا اینجا دنبالش آمده و اینجا آب پاکی را روی دست عامر می‌ریزد که دیگر مرا با تو کاری نیست اگر بار دیگر ببینمت می‌کشمت. جابر و عنوان به خانه جعفر صادق می‌روند ولی حمید پیشکار جعفر صادق روی خوشی به آنها نشان نمی‌دهد تا جابر و عنوان در دام سربازانی که می‌پایندشان نیافتند. |            |                                     |            |             |                |
| ١٤ | ١٤         | «زبیر رستگار»                       | جواد افشار | جواد افشار  | اعلان‌نشده      |
| عامر پول می‌دهد و ٢ شمشیرزن برای کشتن زبیر به‌کارگیری می‌کند. زبیر که خود را شایسته نمی‌بیند از گروه عنوان جدا می‌شود و در دام عامر می‌افتد. ولی در واپسین دم زلفا که در پی زبیر رفته‌بود تیری به عامر می‌زند و زبیر را می‌رهاند و از او می‌خواهد که خود را نایشایست نپندارد و به گروه دوست‌داران فرزندان پیامبر برگردد. حمید پیشکار جعفر صادق دزدکی برای پنهانگاه زراره و مومن‌طاق خوراکی می‌برد. زبیر نزد گروه عنوان بازگشته و گناهان گذشته آزارش می‌دهد و خود را همچنان شایسته بودن در کنار گروه عنوان نمی‌بیند. حمید به پنهانگاه عنوان می‌آید تا گروهش را به مسجدی نهانی که دوستداران فرزندان پیامبر در آن برای دیدار جعفر صادق گرد آمده‌اند ببرد. حمید دستگیر می‌شود و باشندگان در مسجد نگران دیر کردن حمید و جعفر صادق هستند. از میان باشندگان جابر و زبیر برای زدودن نگرانی چاره را در این می‌بینند که دزدکی به خانه جعفرصادق بروند. آنها جعفرصادق را می‌بینند و زبیر در راه بازگشت به مسجد دگرگون می‌شود و سر در چاه می‌گرید. سربازان به دنبال آنها هستند پس زبیر آنها را سرگرم و درگیر می‌کند تا رد جابر را گم کنند و جابر بتواند به مسجد برود و پاسخنامه پرسش‌های پیروان را به‌دستشان برساند. پاسخنامه به‌دست پیروان می‌رسد و سپس جابر و عنوان و زلفا برای کمک به‌سوی زبیر می‌روند ولی او را تیرخورده و نزار می‌یابند. زلفا پارچه‌ای به جابر می‌دهد تا در درمان این جانباز رو به‌مرگ را آغاز کند... |            |                                     |            |             |                |